# Флаг Наварры
Флаг Наварры — флаг автономного сообщества Наварра в Испании. Принят 10 августа 1982 года. Представляет собой герб Наварры на красном фоне. Флаг имеет соотношение сторон 2:3.

## История
Нынешний флаг Наварры появился и неофициально использовался, как считается, с 1910 года. Его авторство приписывается деятелям баскского движения Артуро Кампиону, Хулио Альтадилу и Эмилио Олоризу. Официально в этом виде был признан властями Наварры лишь в 1982, когда после смерти Франсиско Франко усилилось стремление испанских провинций к автономии, выражавшееся в том числе и в принятии региональных символов, часто имеющих глубокие исторические корни.
Тем не менее, и флаг, используемый Наваррой во времена Франко и после, до принятия нынешнего варианта, то есть с 1937 по 1981 год, не сильно отличался от созданного в 1910 году. Щит с гербом Наварры был лишь дополнен крестом и лаврами королевского военного ордена Сан-Фернандо.
В более ранний период Наварра никогда не имела флага, но цвета и символ, использованные в нём — золотые цепи — имеют средневековое происхождение. Их источником является старинный герб королевства Наварра. Флаг королевство не использовало, однако символику герба повторяли королевские штандарты.